# IFK Stocksund
IFK Stocksund är en idrottsförening från Stocksund i Danderyds kommun i Uppland/Stockholms län, bildad 2005. Föreningens herrlag i fotboll spelar i Ettan Norra från och med säsongen 2023.

## Föreningens historia
IFK Stocksund bildades 2005 som en friidrottsklubb. Efter ett par år uttryckte ett par pojkar verksamma i föreningen intresse för att spela fotboll, varpå föreningen upptog den idrotten på programmet 2008. Föreningen deltog 2013 i seriespel (division VII) men föreningens verksamhet var i huvudsak inriktad på barn och ungdom. I oktober 2016 meddelades dock att IFK Stocksund skulle slås samman med division III-föreningen Juventus IF från Västerås. De facto förflyttades Juventus division III-plats till Stocksund, namnet IFK Stocksund bibehölls. Föreningens inriktiktning kom därmed att ändras, en klubbchef anställdes och plötsligt spelade Stocksund i landets femte högsta serie.

### Herrar sedan 2017
Premiäråret 2017 i den nya kostymen blev en succé för Stocksund, laget vann division III Södra Svealand nio poäng för Newroz och uppflyttades till division II. I division II tillhörde Stocksund topplagen 2018-2022, med undantag för 2020. I sista omgången 2022 säkrade laget seriesegern och uppflyttning till division I genom att besegra Gute på Gotland. Efter uppflyttningen valde klubben att anställda före detta landslagsmannen Andreas Andersson som ny sportchef.

### Damlag
Föreningens damlag debuterade i seriespel 2017 genom att vinna division V, 2019 vann laget division IV och 2021 vann man även division III.  Debutsäsongen i division II (fjärdedivisionen) 2022 placerade sig laget på femte plats i sluttabellen.

## Spelartrupp
| Nummer      | Land      | Spelare                 | Födelsedatum      | Kom från           | Moderklubb             |           |
| Målvakter   | Målvakter | Målvakter               | Målvakter         | Målvakter          | Målvakter              | Målvakter |
| ----------- | --------- | ----------------------- | ----------------- | ------------------ | ---------------------- | --------- |
| 31          | Sverige   | William Björklund       | 20 mars 2002      | Nordic United      | Hammarby               |           |
| 33          | Sverige   | Peter Stahl             | 28 juni 1996      | Syrianska FC       | Danderyds SK           |           |
| Försvarare  |           |                         |                   |                    |                        |           |
| 2           | Sverige   | Felix Bennarp           | 1 april 2001      | Täby FK            | IF Brommapojkarna      |           |
| 3           | Sverige   | Ludvig af Ugglas        | 29 juni 2005      | IFK Stocksund U    | Sverige                |           |
| 4           | Sverige   | Mattias Edeland         | 12 maj 1999       | Trosa-Vagnhärad SK | Rönninge Salem Fotboll |           |
| 5           | Sverige   | Axel Wallenborg         | 17 december 2001  | Djurgårdens IF     | IFK Österåker          |           |
| 15          | Finland   | Bangaly Theodor Kouyaté | 13 juni 1995      | Grankulla IFK      | Finland                |           |
| 19          | Sverige   | Anton Wetterqvist       | 29 januari 2002   | IFK Stocksund U    | IFK Stocksund          |           |
| 20          | Sverige   | Emil Persson            | 28 augusti 2003   | IFK Stocksund U    | IFK Stocksund          |           |
| 21          | Sverige   | Luca Treacy Kullenberg  | 26 februari 2004  | IFK Stocksund U    | Vasastan BK            |           |
| -           | Sverige   | Kevin Villalobos        | 26 april 2005     | IFK Stocksund U    | Åkersberga BK          |           |
| Mittfältare |           |                         |                   |                    |                        |           |
| 6           | Sverige   | Endreas Tesfai          | 19 juli 2001      | Täby FK            | Bele Barkarby IF       |           |
| 8           | Sverige   | Yoas Yemane             | 27 september 1998 | Karlbergs BK       | Sverige                |           |
| 10          | Sverige   | Fabian Tristen          | 12 juni 2002      | IFK Stocksund U    | IFK Stocksund          |           |
| 16          | Sverige   | Hugo Ulfberg            | 29 juli 2003      | IFK Stocksund U    | IFK Stocksund          |           |
| 26          | Sverige   | John Lundström          | 14 juli 2004      | IFK Stocksund U    | FC Djursholm           |           |
| -           | Sverige   | Gabriel Assefa          | 11 augusti 2002   | IFK Stocksund U    | IFK Stocksund          |           |
| Anfallare   |           |                         |                   |                    |                        |           |
| 7           | Sverige   | Simon Miedinger         | 10 april 2001     | IFK Lidingö        | IK Frej                |           |
| 9           | Sverige   | Noel Wågberg            | 6 september 2003  | IFK Stocksund U    | Sollentuna FK          |           |
| 12          | Sverige   | Marcus Norrman          | 23 juni 2003      | IFK Stocksund U    | IFK Stocksund          |           |
| 13          | Sverige   | Eric Rylander           | 29 april 2002     | IFK Stocksund U    | IFK Stocksund          |           |
| 14          | Sverige   | Keyano Marrah           | 15 september 2006 | IFK Stocksund U    | IFK Stocksund          |           |
| 24          | Sverige   | Niklas Persson          | 11 januari 2001   | Täby FK            | AIK                    |           |
| -           | Sverige   | Shalom Ekong            | 20 november 2003  | Al-Nasr SC         | Sverige                |           |

### Kända spelare
| - David Seger (2018) - Henry Sletsjøe (2019) - Kristoffer Khazeni (2017-2018) - Taha Ali (2018-2019) - Trimi Makolli (2017-2019) |

Klubben har under sin korta historia utmärkt sig som en plantskola och bland spelarna som fått sin fostran i klubben återfinns David Seger, Gustaf Lagerbielke, Samuel Brolin, Tom Strannegård, Victor Andersson och Wilmer Odefalk. Hösten 2021 gjorde klubben sin första försäljning någonsin i Liam Wiklund till italienska storklubben Roma.